# Jack Weston
Jack Weston (ur. 21 sierpnia 1924, zm. 3 maja 1996) – amerykański aktor filmowy i telewizyjny.

## Filmografia
seriale
- 1948: Philco Television Playhouse, The jako Lumpkin
- 1955: Alfred Hitchcock przedstawia jako Otto
- 1961: Ben Casey
- 1986: Jeśli nadejdzie jutro jako wujek Willie

film
- 1958: Zostać gwiazdą jako Frank
- 1964: Niewiarygodny pan Limpet jako George Stickel
- 1969: Kwietniowe szaleństwa jako Potter Shrader
- 1976: Elegant jako Gaetano Proclo
- 1987: Dirty Dancing - Max Kellerman
- 1988: Krótkie spięcie 2 jako Oscar Baldwin

## Nagrody i nominacje
Za rolę Gaetana Proclo w filmie Elegant został nominowany do nagrody Złotego Globu.